# Ószentanna

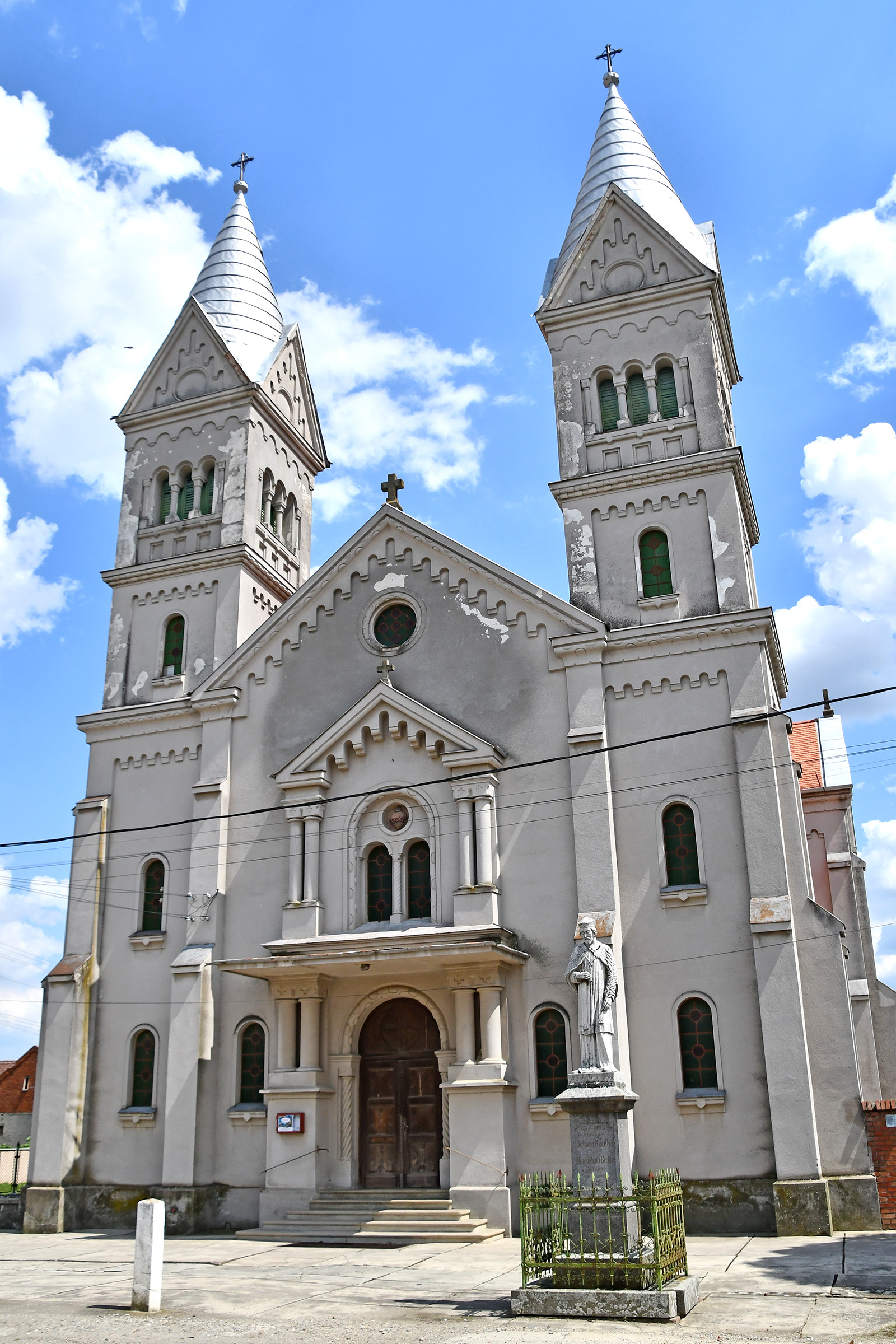
Az ószentannai római katolikus templom

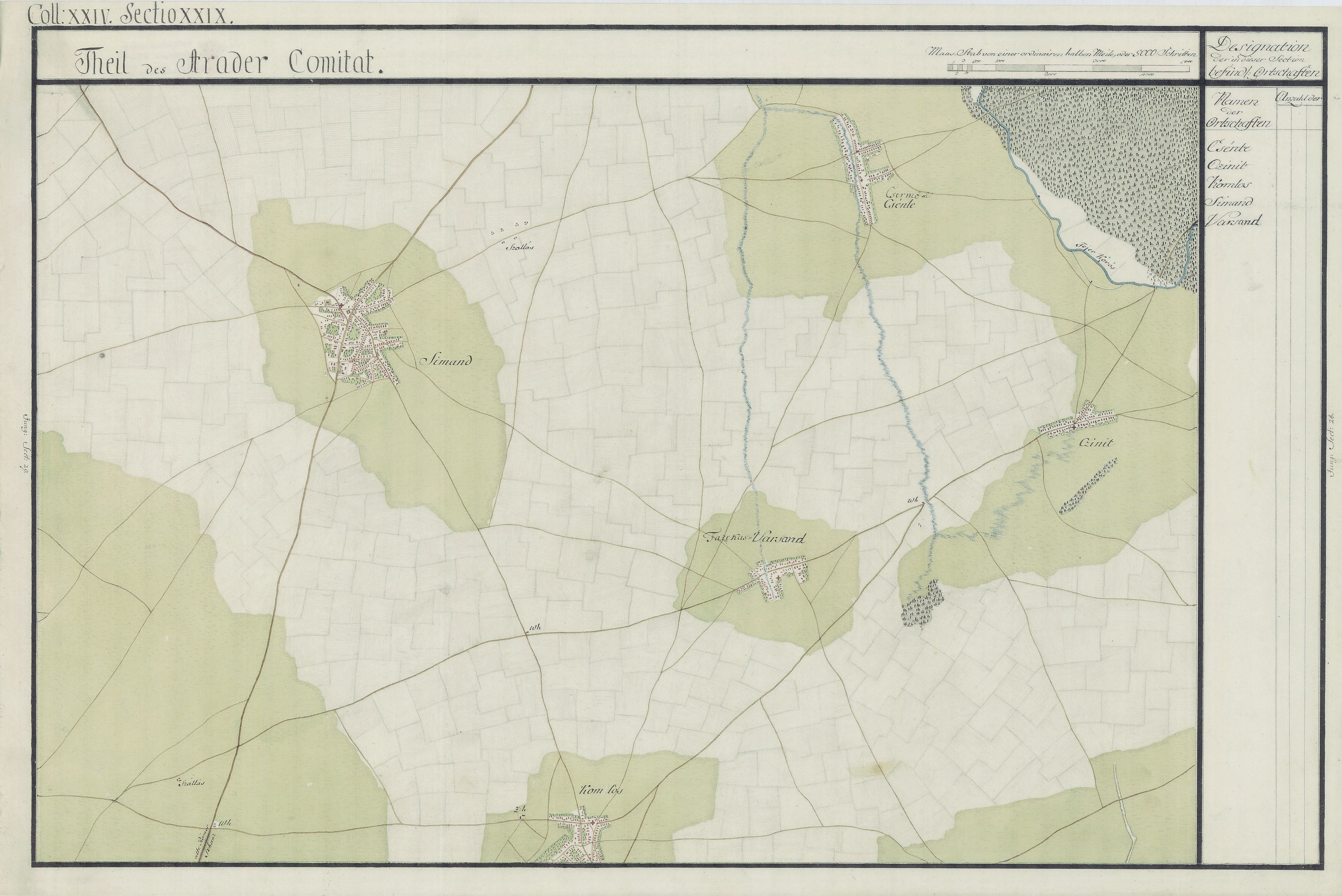
Komlós és környéke 1782–85 körül

Ószentanna (Komlós, Ókomlós, románul: Comlăuș, németül: Komlosch vagy Altsanktanna, helyi nyelvjárásban Khumlusch) egykor önálló település, ma Újszentanna északi városrésze Arad megyében, Romániában.

## Nevének eredete
Először 1334-ben, Komlous alakban említették. 1748-ban Mária Terézia rendeletére kapott új nevet, de az sem a románban, sem a németben nem tudott felülkerekedni, sőt 1782–85-ben magyarul is Komlós-ként írták. 1760-ban mint Sanktanna  Valachikum fordult elő.

## Története
A középkorban Zaránd vármegyei falu volt, plébániával. 1567-ben nyolcvan adófizető szerb családot írtak össze benne. 1640-ben harminc házzal a Király család birtokolta. Valószínűleg a törökök kiűzése körüli évtizedekben népesült be erdélyi románokkal. 1715-ben Szent Miklós tiszteletére állított temploma volt. 1746-ban 112 paraszti családja közül 99 volt román, tíz magyar és három szerb. 1747-ben mezővárosi rangot kapott. Ezekben az években költöztek be első sváb lakói. Fényes Elek tanúsága szerint 1839-ben is mezőváros, 2566 ortodox, 302 katolikus és 19 zsidó lakossal. Fábián Gábor 1835-ben már megemlékezik a peremén élő cigányokról. Az 1860-as években jómódú lókupec cigányok is éltek benne. Később északkeleti részén jött létre zárt cigánytelep. A cigányok többsége a román és sváb gazdák cselédjeként keresett megélhetést.
1918. november 3-án román lakosok letartóztatták a jegyzőt, és itt alakult meg a megyében az egyik első helyi román nemzeti tanács. 1951-ben a vele addigra összeépült Újszentannához csatolták. Itt alakult 1948-ban meg az első cigány pünkösdi közösség Romániában, amelynek 2008-ban kb. ötszáz tagja volt.
1910-ben 5010 lakosa közül 2503 volt román, 1701 német, 579 főként cigány és 227 magyar anyanyelvű; 3080 ortodox és 1890 római katolikus vallású.

## Látnivalók
- Ortodox temploma 1904–05-ben, a lippai Gyukics János tervei szerint épült, mivel korábbi templomát egy áradás annyira tönkretette, hogy le kellett bontani. A templom különlegessége a régi aradi ortodox székesegyház egykori ikonosztáza, melyet Stefan Tenecki készített 1789–90-ben, klasszicizáló barokk stílusban. Az ószentannaiak 1865-ben, a székesegyház lerombolása előtt vették meg.
- A szalvatoriánus atyák egykori kolostorához kapcsolódó Jézus szíve római katolikus templom 1936 és 38 között épült, neoromán stílusban.

## Híres emberek
- Itt dolgozott mint segédjegyző 1869-ben Ioan Slavici.
- Itt született 1927-ben Traian Brădean festőművész.